# Simalur-Zwergohreule
Die Simalur-Zwergohreule, Simeulue-Zwergohreule oder Simalureule (Otus umbra) ist eine Eulenart aus der Gattung der Zwergohreulen. 

## Beschreibung
Die sehr kleine Eule erreicht eine Länge von 16 bis 18 Zentimetern bei einem Gewicht von 90 bis 100 Gramm. Das Gefieder ist dunkel rotbraun mit angedeuteten Kritzeln auf der Oberseite und einem kurzen mattgelben bis weißlichen Schulterband. Auf der rotbraunen Unterseite befinden sich etwas weiße Bänderung und schmale dunkle Schaftstriche. Die Augen sind gelb, die Federohren kurz, der Schnabel ist grau. Die Beine sind fast bis zum Ansatz der grauen Zehen befiedert, die Krallen hornfarben mit dunkler Spitze.

## Lebensweise
Sie bewohnt Küstenwälder, Lichtungen und Nelkenplantagen. Der Ruf ist ein klares puuk puuk pupuuk, das in kurzen, aber wechselnden Abständen wiederholt wird.

## Verbreitung
Die Art lebt endemisch auf der Insel Simeuluë vor der Nordwest-Küste Sumatras.